# Ivar Hallberg
Ivar Hallberg, född 19 juni 1870 i Göteborg, död 3 maj 1936, var en svensk direktör.  Han var från 1904 gift med Malin Wester-Hallberg.
Hallberg, som var son till grosshandlaren Janne Hallberg och  Ida Montgomery,  blev filosofie licentiat vid Uppsala universitet 1899 och filosofie doktor 1907. Han var anställd vid Kungliga Järnvägsstyrelsen 1900–1907, ombudsman 1906 och verkställande direktör i Svenska Järnvägarnas Arbetsgivareförening 1913–1933. Han var sekreterare i Skånes Handelskammare 1906, sekreterare i Stockholms kommunala yrkesskolekommitté 1902–1906, sekreterare i järnvägsrådet 1902 och ledamot av styrelsen för AB Stockholms Spårvägar 1920–1932. Han författade och utgav en del skrifter i järnvägs- och yrkesskolfrågor.
Makarna Hallberg gravsattes i Gustav Vasa kyrkas kolumbarium vid Odenplan i Stockholm.